# Antoni Mas i Bou
Antoni Mas i Bou (Caldes de Malavella, 18 de maig de 1945) és un pianista, compositor i director d'orquestra.
Procedent d'una nissaga de músics, el seu oncle era el compositor Francesc Mas Ros. Ha estat director de les cobles La Caravana (1975-76), Marina (1977-90) de la qual fou impulsor i membre fundador; Maravella (1990-94) i Selvatana (1994-97). Ha estat vinculat al món de l'havanera i en entitats de gestió vinculades als drets dels músics. Així, va ser dues vegades president del Sindicat de Músics de Girona (1989-2004) i (1996-2006), president de la Societat Cooperativa Músics de Catalunya (2001-2006), president de l'Associació Cultural MusiCat (2003-2006), fundador i gerent del Grup de Gestió MusiCat (1996-2008), president de la Unió de Músics de Catalunya (2003-2009). Ha estat director musical de diversos espectacles com Acoblats, amb el grup Port-Bo i la cobla Montgrins, i A prop del mar, amb la cantant Nina.
Com a compositor, acredita més de cent títols enregistrats i diversos premis en concursos de diferents gèneres musicals.És el compositor de l'actual himne del RCD Espanyol de Barcelona, amb lletra de l'historiador espanyolista Juan Segura Palomares, que es va presentar durant la cerimònia del centenari del club el 14 de novembre de 1999 i ha estat enregistrat per l'Orfeó Català i l'Orquestra Simfònica del Vallès.
El 2016 va publicar Històries de músics, un enfilall d'històries de músics que ell mateix va viure personalment o que havia sentit explicar als companys durant els gairebé seixanta anys de la seva vida professional.